# رجل الطير الريشي
رجل الطير الريشي (الاسم العلمي:Ornithopus pinnatus) هو نوع من النباتات يتبع جنس رجل الطير من الفصيلة البقولية.